# 帕梅托州营兵工厂
帕梅托州营兵工厂（简称PSA）是一家位于美国南卡罗莱纳州首府哥伦比亚的美国轻武器公司。“帕梅托”一名源自南卡罗莱纳州的绰号“棕榈之州”。该公司在南卡罗来纳州、北卡罗来纳州和乔治亚州都下辖有数个零售点。此外其网站亦负责诸如枪支、战术装备、装弹器、钓鱼集狩猎器材的销售。

## 历史
杰明·麦克考伦（Jamin McCallum）曾是一名会计，在决定离开会计生涯后他于2008年成立了帕梅托州营兵工厂。
在兵工厂成立伊始，麦克考伦是车库内完成其杂志与弹药的在线订单的。但不久之后，这家兵工厂开始生产自己的枪支及部件。该公司现在拥有200多名员工，并且还在不断发展壮大，前南卡罗莱纳州州长妮基·黑利称其为“南卡罗来纳州繁荣商业社区的重要成员”。 
目前帕梅托州营兵工厂是JJE资本（JJE Capital）旗下品牌家族的成员。该集团旗下还拥有许多不同的品牌，包括DC机械（DC Machine）、费罗斯工程（Ferrous Engineering）、领星军工（Lead Star Arms）、PSA Defense、Palmetto Outdoors、Special Tool Solutions 和 Spartan Forge。 2020年9月，金杰资本还从Freedom Group破产拍卖中收购了DPMS、H&R、Stormlake、AAC和Parker等品牌。 

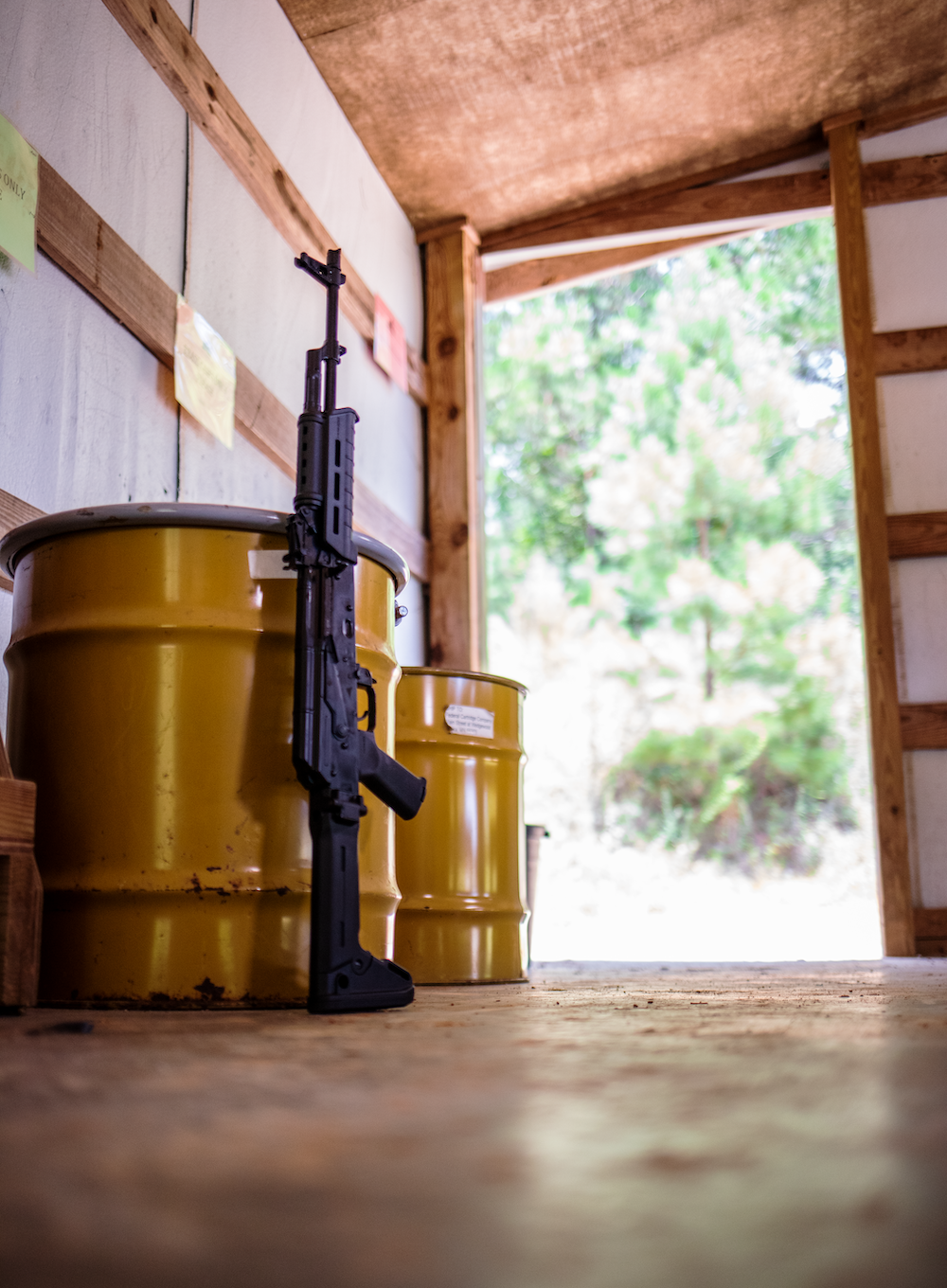
PSA AK-E型步枪

## 生产线
帕梅托州营兵工厂以其出产的AR-15型步枪和手枪而闻名，不过在过去几年中，该兵工厂所生产的武器中已经开始包括AK系列步枪。 在2019年，该兵工厂还与比利时赫斯塔尔的美国分公司FN America签订了独家合同：该合同规定由FN公司制造的AK步枪枪管将专供帕梅托兵工厂用以制造AK-E型步枪。 目前由FN制造的AK枪管已经应用到到包括PSA AK系列的其他改进型号，PSA除此以外还能够获得由FN公司生产的AR步枪枪管。
帕梅托州营兵工厂现已开始提供包括AK-103、AK-104及AK-105在内的多种现代化AK步枪型号。
Palmetto State Armory 还生产一系列1911手枪、  AR-10步枪、9毫米AR 式手枪和各种 AR 式膛线枪，口径和弹药尺寸从.22 Long Rifle到.308 Win / 7.62x51 北约。他们的最新产品是 PSA Dagger 手枪，口径为 9 毫米，基于第三代格洛克 G19。  Dagger 还提供混合 G19x/G45 配置，使用第三代外形。 Dagger 提供与 Glock generation 3 几乎完全兼容的零件，除了独特的前锁定块导轨组件和后导轨组件。在格洛克导轨无法维修的地方，匕首的独特设计允许维修和更换导轨组件。匕首枪管、扳机组、套筒、弹匣和大多数其他维护部件都可以与格洛克配件完全互换。

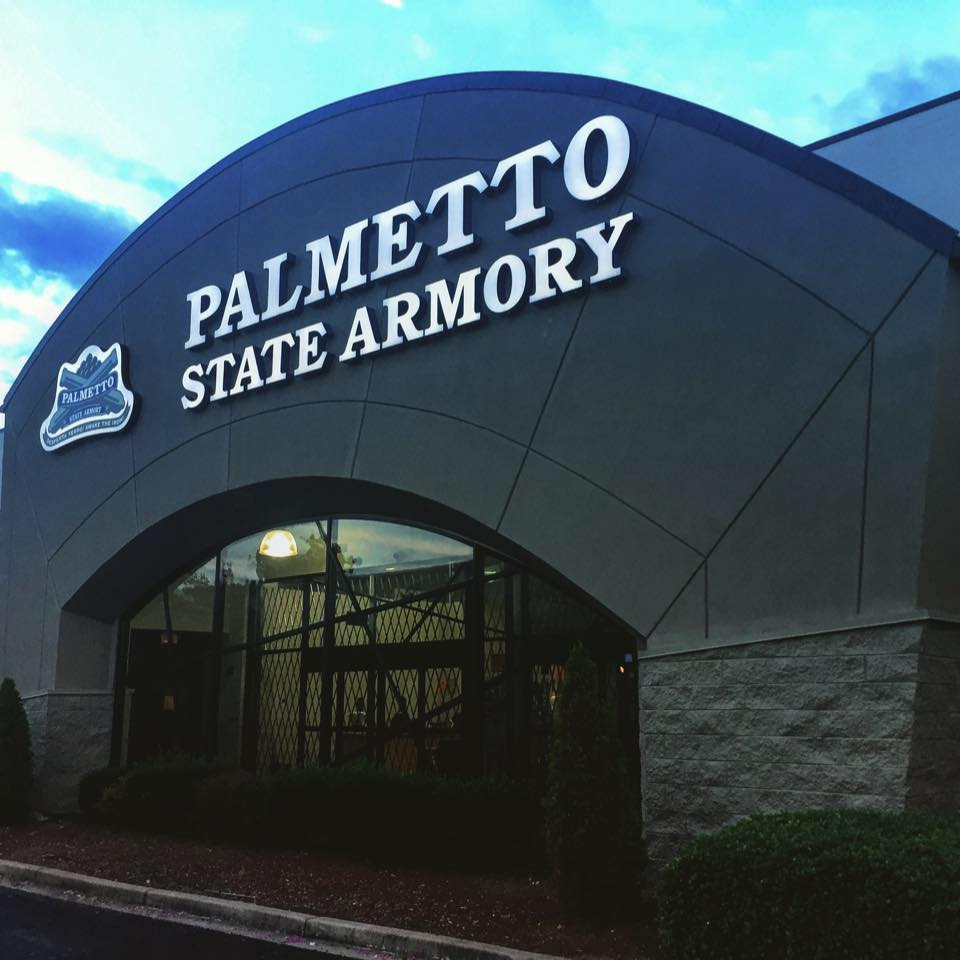

## 零售地点
该兵工厂在南卡罗来纳州、佐治亚州和北卡罗来纳州拥有七家零售分店。它还在南卡罗来纳州的斯旺西设有室外靶场。位于前太阳新闻大楼的默特尔海滩新分店已宣布将于2022年正式开始营业。 